# شارع غزة (القدس)

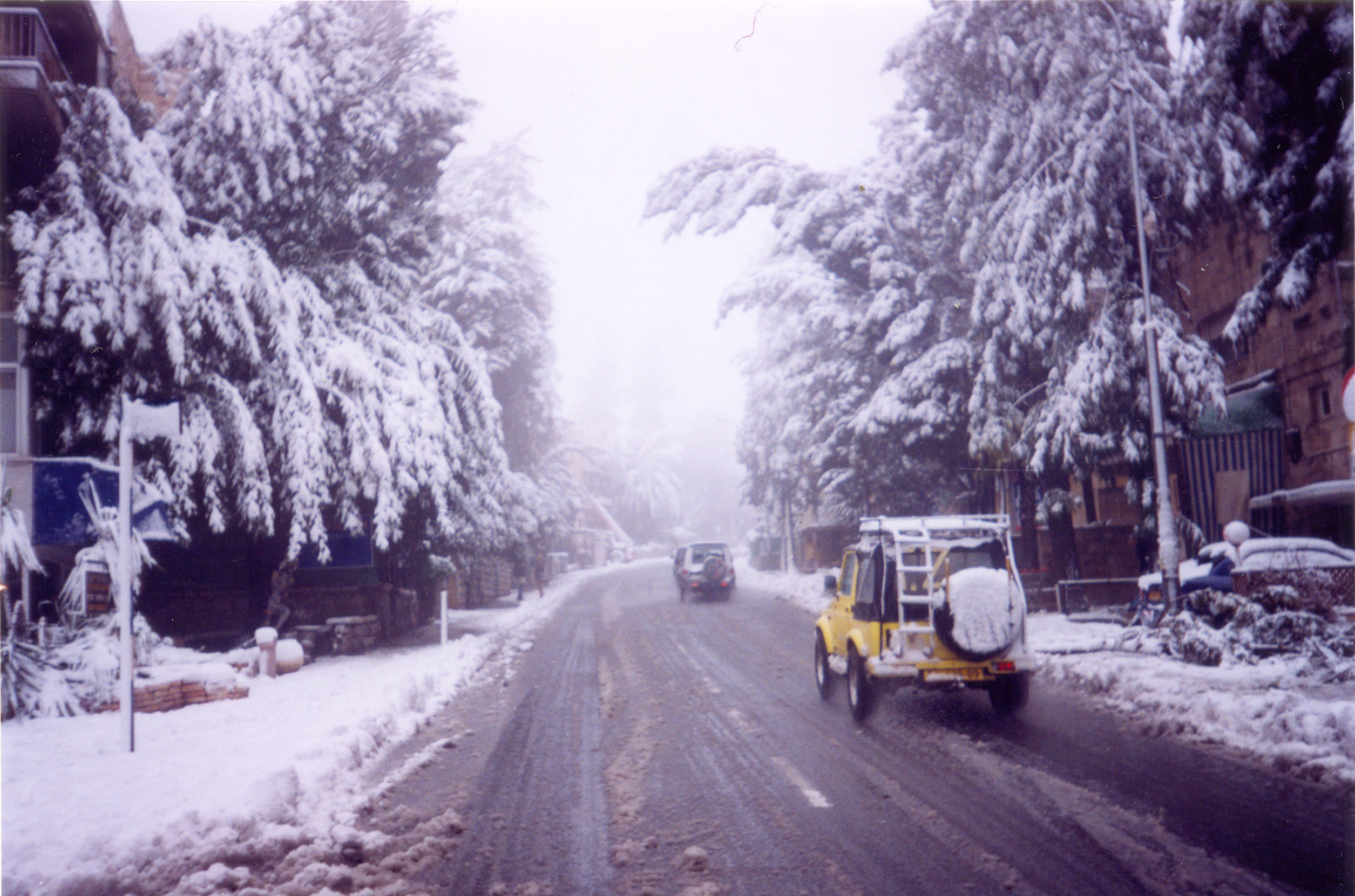
شارع غزة في الثلج، 2002.

شارع غزة هو أهم شارع في حي رحافيا اليهودي في القدس.

## التاريخ
اسم الشارع هو شارع غزة لأنه تم بناؤه على جزء من الطريق التاريخي من بوابة يافا في البلدة القديمة في القدس الواصل إلى ساحل البحر الأبيض المتوسط، بما في ذلك مدينة غزة. خلال النصف الأول من القرن العشرين، كان معظم سكان الشوارع من اليهود الألمان الأثرياء(على سبيل المثال الوزير يوسف بورغ)، الذين حافظوا على أسلوب حياتهم ولغتهم الأوروبية حتى يسمو الشارع «شارع غزة». وهكذا أصبح اسم تقاطع شوارع غزة والحاخام حاييم برلين، «ركن غزة-برلين»، مصطلحًا عامًا يصف سكان الأحياء.

## معالم
بصرف النظر عن كونه مهم للتنقل، فإنه يتمتع بقيمة تجارية وثقافية خاصة به. يقع المقر الرسمي لرئيس الوزراء الإسرائيلي في الشارع، وبالتالي فإن المظاهرات غالباً ما ستتم في ساحة باريس مقابل السكن الرسمي. في عام 2007، تم تغيير اسم المربع بشكل رمزي إلى «ميدان الحرية لجوناثان بولارد».
يبدأ شارع غزة عند تقاطع شارع باريس، وشارع الملك جورج، وكارين هايسود ورامب، ويمتد حتى تقاطع شارع الحاخام اسحق هاليفي هرتسوغ، بجوار وادي الصليب («إيمق همزيلفا») ودير الصليب. هناك العديد من المقاهي والمطاعم وغيرها من الأنشطة التجارية في الشارع.

## العمارة

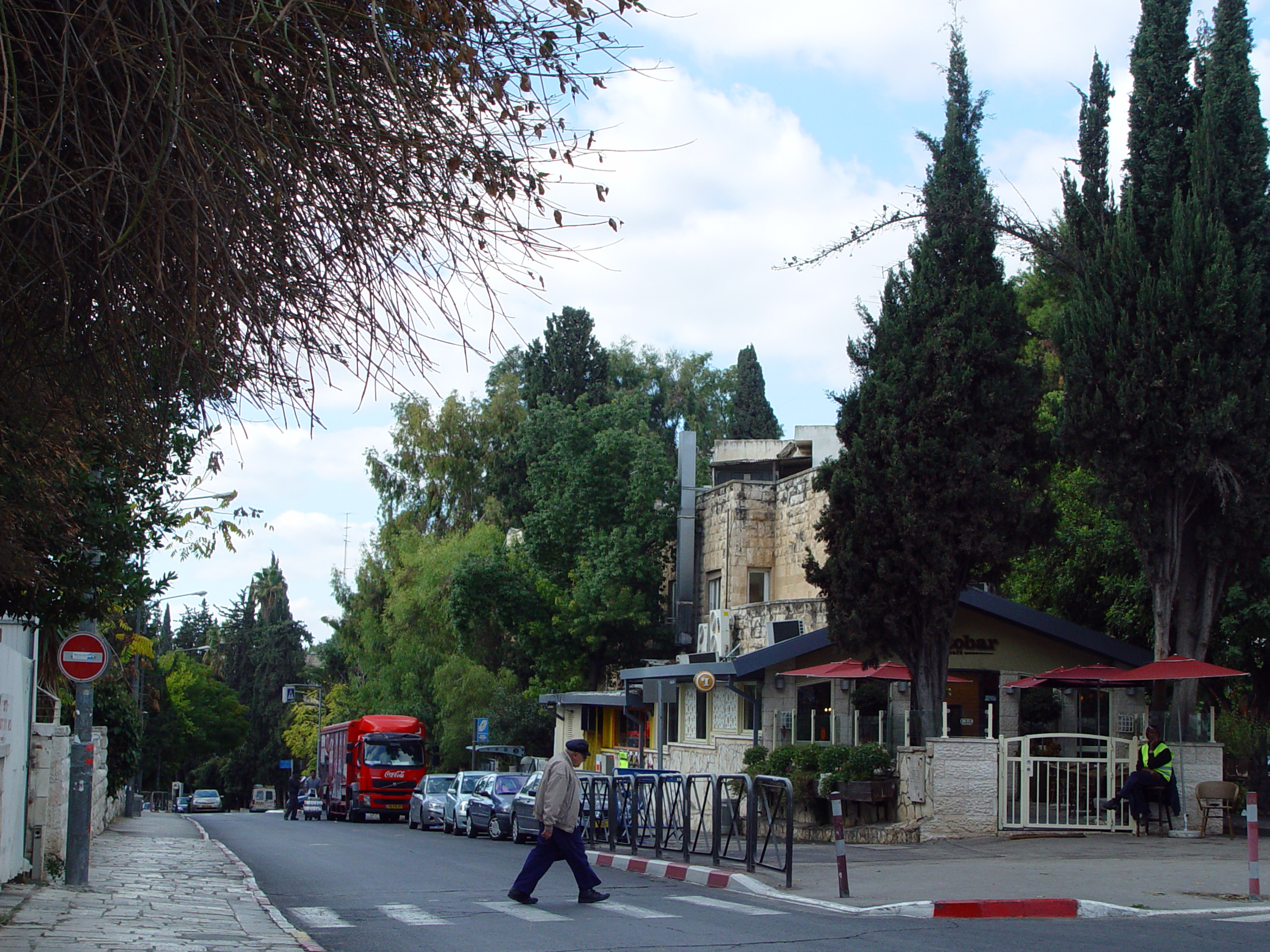
شارع غزة القدس

تم تصميم معظم مباني شارع غزة بأسلوب الباوهاوس المشترك في الحي وتواجه حجر القدس. معظمها مباني سكنية، لا يزيد طولها عن أربعة طوابق وتتميز بحدائق.

## الصراع العربي الإسرائيلي
في مارس 2002، قام فؤاد الحوراني من كتائب القسام بضرب كافيه مومنت الذي يقع في الشارع، وقتل 11 شخصًا. عمل فدائي فلسطيني آخر بعد عامين من مقتل أحد عشر وإصابة أكثر من 50 شخصًا في حافلة.